# Feeling Good
"Feeling Good" (também conhecida como "Feelin' Good") é uma música escrita pelos compositores ingleses Anthony Newley e Leslie Bricusse para o musical "The Roar of the Greasepaint - The Smell of the Crowd". Foi apresentada pela primeira vez no palco em 1964 por Cy Grant na turnê do Reino Unido e por Gilbert Price na Broadway, nos Estados Unidos, em 1965.
Nina Simone gravou "Feeling Good" para seu álbum de 1965 I Put a Spell on You. A música também foi regravada por outros artistas famosos, incluindo o cantor americano Sammy Davis Jr., a banda de rock inglesa Traffic, o cantor canadense Michael Bublé, o saxofonista de jazz americano John Coltrane, o cantor britânico George Michael, o cantor pop inglês Tony Hadley, a banda americana Eels, o músico e cantor americano Joe Bonamassa, o músico e cantor irlandês Eden, a banda de rock inglesa Muse, a banda de blues rock britânica Black Cat Bones, a cantora americana Sophie B. Hawkins, o músico de rock americano Leslie West, o DJ e produtor musical sueco Avicii, a cantora americana Chlöe, a rapper e cantora americana Lauryn Hill, o DJ francês David Guetta e muitos outros. A música também foi cantada ao vivo pelo cantor e pianista americano John Legend na cerimônia de posse de Joe Biden.

## Apresentações e gravações
Embora Leslie Bricusse e Anthony Newley compartilhem os créditos de composição, a letra da música é geralmente atribuída a Leslie Bricusse, enquanto a música é de Anthony Newley. A música foi apresentada pela primeira vez em público pelo cantor e ator guianês-britânico Cy Grant na noite de abertura de "The Roar of the Greasepaint - The Smell of the Crowd" no Theatre Royal de Nottingham, em 3 de agosto de 1964. O espetáculo, dirigido por Anthony Newley, fez uma turnê pelos teatros provinciais britânicos e foi então levado para os Estados Unidos pelo produtor teatral David Merrick. Estreou em 16 de maio de 1965 no Shubert Theatre em Nova Iorque, onde o papel de "o Negro", que canta "Feeling Good", foi interpretado por Gilbert Price.
No espetáculo, o personagem de Gilbert Price é convidado a competir contra o herói do show, "Cocky"; mas, enquanto "Cocky" e seu mestre "Sir" discutem as regras do jogo, "o Negro" chega ao centro do palco e "vence", cantando a música em seu momento de triunfo. Foi descrita como uma "canção estrondosa de emancipação" e uma crítica da Billboard disse que era "o tipo de número robusto que deveria ter forte apelo". O registro original do elenco do show, apresentando a versão de Gilbert Price da música, foi lançado pela RCA Victor no início de 1965, antes que o show chegasse a Nova Iorque.

## Nina Simone
A versão de Nina Simone, foi gravada em Nova York em janeiro de 1965 e apareceu em seu álbum I Put a Spell on You. Na época, não foi lançada como single. Em 1994, a gravação de Nina foi usada em um comercial de TV britânico da Volkswagen e se tornou popular. Lançada como single, alcançou a posição 40 na parada de singles do Reino Unido em julho de 1994.
A voz de Nina Simone e a música "Feeling Good" foram sampleadas em várias outras músicas. Em 1997, foi usada na música "Feeling Good" de Huff & Herb. Outros exemplos incluem "How I Feel" de Wax Tailor, do álbum Tales of the Forgotten Melodies lançado em 2005; "New Day" do álbum colaborativo de estreia Watch the Throne dos rappers americanos Jay-Z e Kanye West em 2011; "How I Feel" de Flo Rida, do álbum The Perfect 10 de 2013; e, também em 2013, no início do Immersive Music Mixtape Side One de Bassnectar.
A faixa "About You" no álbum de 2005 de Mary J. Blige, The Breakthrough, apresenta uma versão incomum da música. A maior parte da gravação consiste em novas letras compostas por Mary J. Blige, will.i.am e Keith Harris; no entanto, o refrão amostra várias linhas de "Feeling Good" interpretada por Nina Simone. As vocais originais de Nina estão tão distorcidas que sua voz é quase irreconhecível; por esse motivo, Nina recebe crédito como artista convidada, e Leslie Bricusse e Anthony Newley recebem crédito como coautores. "About You" é produzida por will.i.am. A faixa instrumental original de "Feeling Good" de Nina Simone também foi usada na música de mesmo nome do músico sueco Avicii, usada pela Volvo.
O cover de Bassnectar/Nina foi usada no episódio "Chapter 6" da primeira temporada da série de televisão "Legion" e também na série Scandal.
Em 2022, a revista American Songwriter classificou "Feeling Good" como a melhor entre as 10 maiores músicas de Nina Simone, e em 2023, o jornal The Guardian a classificou como a quarta melhor entre as 20 maiores músicas de Nina Simone.
Um videoclipe oficial para a versão de Simone foi lançado no YouTube 56 anos após a gravação original, em junho de 2021.
A música é usada na cena final e nos créditos finais do filme Um Lugar Silencioso: Dia Um, de 2024.

### Certificações
| País                  | Certificação |
| --------------------- | ------------ |
| Itália (FIMI)         | Platina      |
| Reino Unido: (BPI)    | Platina      |
| Espanha: (Promusicae) | Platina      |
| Dinamarca: (IFPI)     | Ouro         |

## Avicii
Em 6 de maio de 2015, o DJ Avicii lançou uma versão de "Feeling Good" com vocais não creditados de Audra Mae, em parceria com a Volvo, para usar como trilha sonora de um comercial. Essa música foi a primeira lançada por Avicii após ele cancelar todos os shows de 2014 e anunciar uma pausa na carreira devido a problemas de saúde.
Em 8 de maio de 2015, Avicii lançou um vídeo musical para sua versão de "Feeling Good" no YouTube. Na descrição do vídeo, está escrito: "Essa música e o vídeo são uma colaboração entre a Volvo e Avicii, celebrando novos começos. No verão de 2014, Avicii olhou para trás em uma carreira impressionante. Ele era um dos artistas de maior sucesso no mundo, com mais de 10 milhões de álbuns vendidos. Suas músicas estavam no topo das paradas em todo o globo. No entanto, 320 shows por ano e a constante pressão para entregar tinham cobrado seu preço em seu corpo e mente. Assim, em 8 de setembro de 2014, Avicii decidiu suspender todas as suas atividades de turnê e promoção e tirar um tempo para descansar e encontrar inspiração. Oito meses depois, ele está de volta, mais forte do que nunca, pronto para um novo começo".

### Performance nas paradas
| País   | Melhor Posição |
| ------ | -------------- |
| Suécia | 30             |

### Certificações
| País          | Certificação |
| ------------- | ------------ |
| Brasil: (PMB) | Ouro         |

## Muse
A banda de rock inglesa Muse gravou uma versão da música para seu álbum Origin of Symmetry, de 2001. A faixa foi lançada como um single que também incluía a música "Hyper Music".
Em uma enquete da revista Total Guitar sobre as melhores versões cover, a versão do Muse ficou em quinto lugar. Em setembro de 2010, os leitores da NME votaram nela como a melhor versão cover de todos os tempos, superando "Twist and Shout" dos Beatles e "Hurt" de Johnny Cash. Uma pesquisa da BBC em 2014 a colocou na nona posição.
A versão do Muse alcançou a 137ª posição na parada de singles da França e a 24ª posição na parada de singles do Reino Unido.

### Performance nas paradas
| País        | Melhor Posição |
| ----------- | -------------- |
| França      | 69             |
| Reino Unido | 72             |

### Certificações
| País               | Certificação |
| ------------------ | ------------ |
| Reino Unido: (BPI) | Ouro         |

## Michael Bublé
"Feeling Good" também foi regravada pelo cantor canadense Michael Bublé como o single principal do seu álbum It's Time. A faixa foi lançada em 4 de abril de 2005. A música também foi a faixa de abertura do álbum ao vivo Caught in the Act e apareceu em comerciais de televisão, no torneio World Series of Poker da ESPN em 2005 e na transmissão do draft da NBA de 2010.

### Performance nas paradas
O single alcançou a posição 162 no Reino Unido, 70 na Austrália, 36 na Alemanha, 66 na Áustria e 14 na Polônia. A canção se tornou um dos singles mais populares do artista, reaparecendo nas paradas do Reino Unido em maio de 2010, quando atingiu a 69ª posição no UK Singles Chart após ser destaque em propagandas britânicas.
| Paradas       | Melhor Posição |
| ------------- | -------------- |
| Polónia       | 14             |
| Alemanha      | 36             |
| Países Baixos | 61             |
| Áustria       | 67             |
| Reino Unido   | 69             |
| Austrália     | 70             |

### Certificações
| País              | Certificado |
| ----------------- | ----------- |
| Reino Unido (BPI) | Platina     |
| Itália (FIMI)     | Ouro        |
| Dinamarca (IFPI)  | Ouro        |